# Benicasim
Benicasim (en valenciano y oficialmente, Benicàssim) es un municipio de la Comunidad Valenciana, España. Situado en la costa de la provincia de Castellón, en la comarca de la Plana Alta. Su población residente es de 20.322 habitantes (INE 2024), aunque se alcanza más de 60.000 en el periodo estival, ya que su economía se basa en el turismo. 

## Toponimia
El vocablo se deriva de la voz árabe بني قاسم (banī Qāsim), cuyo significado literal es los hijos de Casim. Casim es un nombre propio árabe que significa repartidor.
Por otra parte, la forma oficial en castellano es Benicasim, siendo una palabra aguda, y Benicàssim en valenciano, siendo, por el contrario, llana. Cassi es una palabra celta para metal, bronce (recordemos el topónimo islas Casitérides para Gran Bretaña). Todo lleva a indicar una fundación en la Época del Bronce. El sufijo -(i)m indica plural. El sonido S es sordo; indicado por las dos eses al provenir de otro idioma.

## Geografía

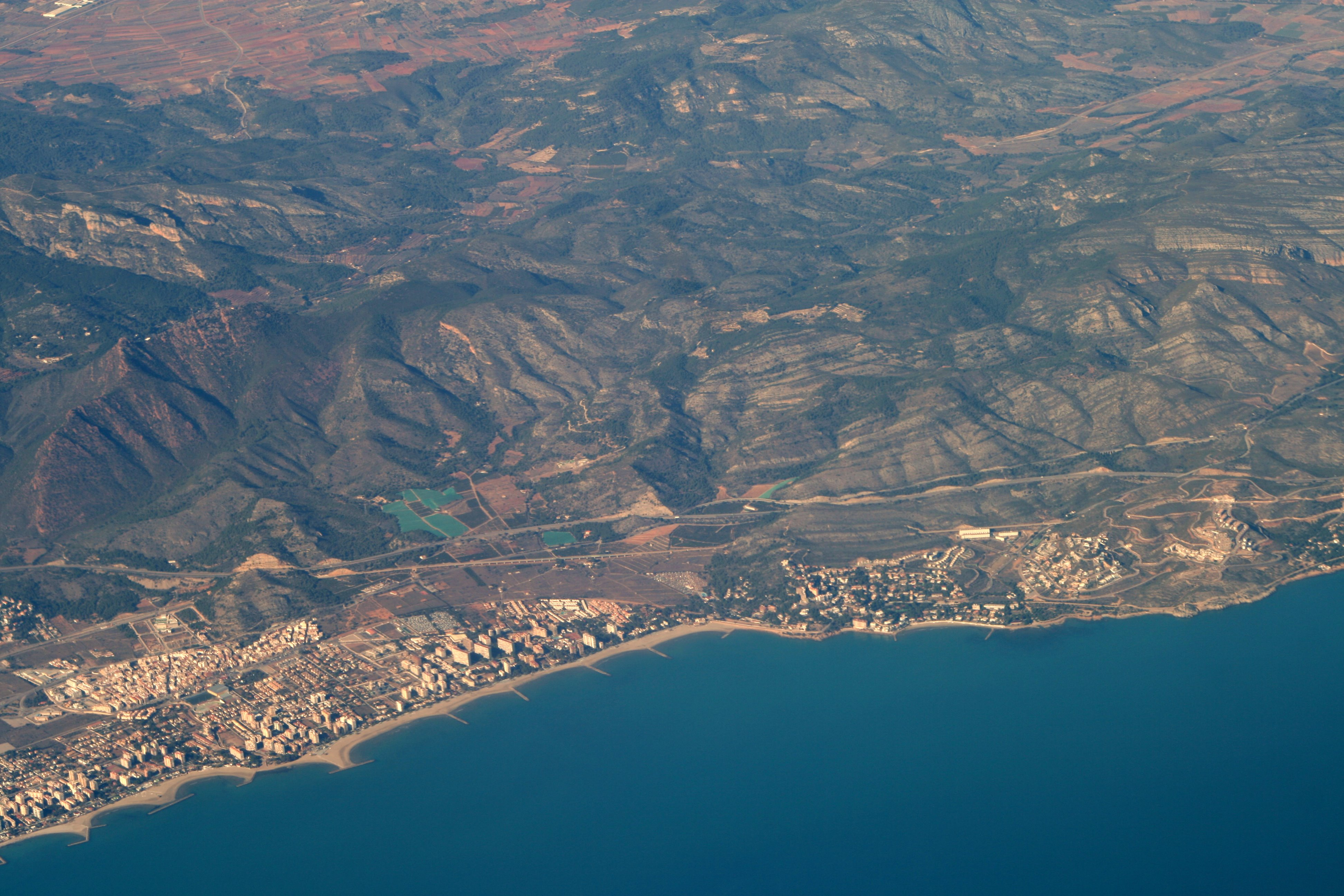
Vista aérea de Benicasim

Integrado en la comarca de Plana Alta, se sitúa a 13 kilómetros de la capital provincial. El término municipal está atravesado por la autopista del Mediterráneo (AP-7), por la carretera nacional N-340, entre los pK 983 y 990, y por carreteras locales que permiten la comunicación entre las pedanías del municipio. 
El término municipal de Benicasim está situado en la transición entre la sierra del Desierto de Las Palmas y la Plana de Castellón. Su superficie es más llana hacia el sur y al este, ya que al oeste y al norte se encuentra el desierto de Las Palmas y al NE la sierra de Oropesa o de Cantallops. Su principal altura es el monte San Miguel o Bartolo (729 metros), vértice geodésico de primer orden en el límite con Puebla-Tornesa. Otras de sus elevaciones más características son las Agujas de Santa Águeda (539 m).
Tiene casi 7 kilómetros de playas de fina arena, con espigones que las protegen y con numerosos servicios turísticos, lo que atestigua el galardón de las banderas azules de los Mares Limpios de Europa. Estas playas son de norte a sur: Voramar, Almadrava, Torre de Sant Vicent, Els Terrers y Heliópolis. Su término municipal tiene 204 cuevas y simas destacando entre ellas el Cantalar con restos prehistóricos y la cueva de Queralt. 
El centro del municipio se alza a 15 metros sobre el nivel del mar. 

### Barrios y pedanías
En el término municipal de Benicasim se integran también los siguientes núcleos de población:
- Cuadro Santiago.
- Desierto de las Palmas.
- Masia dels Frares.
- Montemolino.
- El Palasiet.
- Las Villas.
- Voltants de Montornés.
- Las Palmas.
- La Parreta.
- El Montornés.
- El Refugio.

### Localidades limítrofes
| Noreste: Puebla-Tornesa         | Norte: Cabanes             | Noreste: Oropesa del Mar  |
| Oeste: Borriol                  |                            | Este: Mar Mediterráneo    |
| Suroeste: Castellón de la Plana | Sur: Castellón de la Plana | Sureste: Mar Mediterráneo |

## Historia
Anteriormente a la Reconquista, el Castillo de Montornés constituyó uno de los más importantes feudos árabes en estos territorios. No constan noticias sobre su destrucción y las causas que lo motivaron. No obstante, se conoce que el Castillo fue habitado hasta finales del siglo XV, como se deduce por su nombre, pertenecería al linaje de los Banu Qasi («hijos de Qásim») que ocupaban el castillo de Montornés antes de la conquista cristiana, primero por el Cid Campeador y finalmente por el rey Jaime I de Aragón. O bien: dinastía de los Banu-Quasi (literalmente, los hijos de Casio, conde de la familia Casius, de nombre Fortún, en la zona de Tarazona).

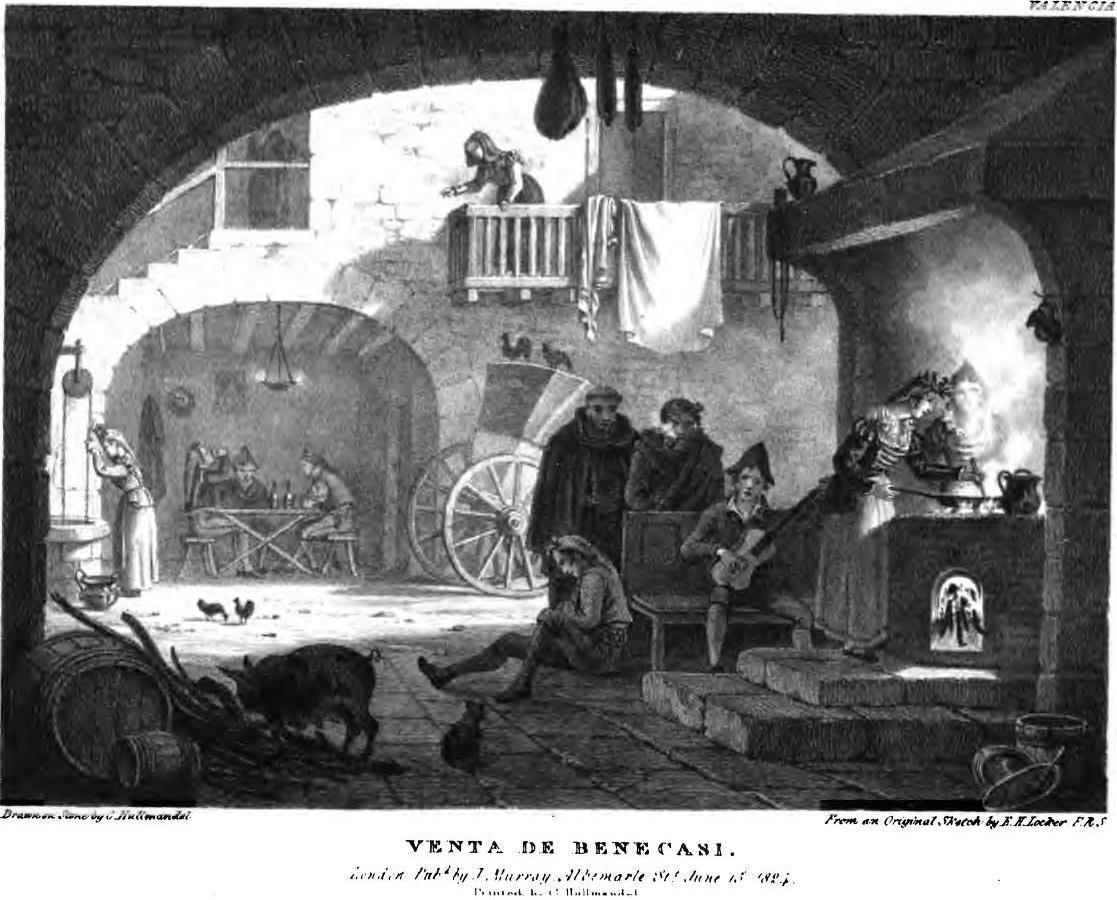
Venta de Benecasi, 1824 (Vistas en España de Edward Hawke Locker)

El 29 de noviembre de 1242, Jaime I donó el Castillo de Montornés y estas tierras a su escribano, D. Pedro Sanz, en compensación a los servicios prestados en la Reconquista. Las Baronías de Benicasim y de Montornés fueron frecuentemente objeto de donaciones, herencias o ventas entre los nobles de la zona. Una prueba evidente la tenemos en la notable cantidad de propietarios que enseñorearon el lugar desde 1242 a 1603. Así, en 1249, la Baronía de Montornés aparece en manos de Jacchesio Sancii, al que el rey otorgó permiso para la venta del señorío. Posteriormente, aparece como dueño de la baronía Don Pedro Ximén, que presumiblemente se la compró a Jacchesio Sancii. Más tarde, Alfonso III, dio Montornés, la Casa de San Vicente y todos sus dominios al Monasterio de Poblet. La poca rentabilidad de estas tierras, por un lado, y las abultadas deudas que tenían los de Poblet, por otro, hizo que los monjes vendieran a Jaime II, en 1297 la Baronía de Montornés y la villa de Castellón por 290 000 sueldos. En 1333, aparece como señor de la Baronía de Montornés, Don Juan Ximén hijo de Don Pedro Ximén de Arenós, que posiblemente le sucedería en representación del rey Jaime II. Se desconoce exactamente cuando, pero en documentos posteriores aparece mezclada la Baronía de Montornés con «el lugar de Benicasim». Así tenemos como Montornés, que ha pasado nuevamente a poder real, es donado por Alfonso V, en 1416, al Obispo de Vich, Alfonso de Thous. Muerto Alfonso de Thous en 1420, fue adquirida la baronía por don Gilberto de Centelles, que era entonces señor de Nules. De los Centelles pasó al patrimonio real hasta el 24 de febrero de 1467 en que Juan II lo traspasó a su Vicecanciller Juan Pagés y durante más de cuarenta y ocho años ejercieron los Pagés su jurisdicción sobre Montornés y tierras de su demarcación.
Nicolás de Casalduch adquiere el señorío por compra a los Pagés. Por herencia pasó a doña Violante de Casalduch quien el 9 de septiembre de 1603 otorgó Carta Puebla a fin de repoblar esta zona, muy castigada por los continuos ataques y saqueos de corsarios y berberiscos. Tal medida no obtuvo los resultados apetecidos, y tan solo unos pocos pobladores se asentaron en la Baronía. En este sentido, existen claros vestigios de cuatro núcleos pequeños de población, dos de ellos buscando el refugio de las montañas, uno en las tierras fértiles, muy cerca del actual casco urbano, y finalmente un pequeño núcleo marinero, frente a la Torre de San Vicente.
La decisión de Francisco Pérez Bayer en 1769 de fundar una iglesia en este lugar, constituyó el impulso definitivo a la configuración de Benicasim como pueblo. A Pérez Bayer se le califica frecuentemente como fundador de Benicasim y realmente, no había nacido aun cuando Benicasim fue fundado por Doña Violante de Casalduch. No obstante, Pérez Bayer tuvo el mérito de aglutinar alrededor de la iglesia que fundó, a todos los vecinos de Benicasim, hasta entonces diseminados en pequeños núcleos de población, y en masías.
El progreso fue lento en principio, pero espectacular a partir de 1850. Benicasim ha sido una de las poblaciones pioneras en España como centro turístico. Así en 1887 se construye la primera villa de verano por parte del ingeniero de ferrocarriles Joan Coloma Grau.
Durante la Guerra Civil estas villas son abandonadas, y tomadas por las brigadas internacionales, que las transforman en cocinas, comedores, oficinas y dormitorios. El Hotel Voramar y el resto de villas llegaron a alojar 1200 camas durante el periodo de mayor confrontación en la zona, dejando un total de 57 heridos entre los 8000 (aproximadamente) soldados que pasaron por las instalaciones.
En 1938 se evacua el complejo hospitalario y se vuelve al turismo anterior. En la década de los 60, empezó la edificación desmesurada e incontrolada de apartamentos. Benicasim iba creciendo cada vez más a causa del turismo y lo que en primer lugar fueron algunos apartamentos de poca altura, luego fueron construyéndose más elevados. Posteriormente la altura se limitó a la de diez pisos. Continuaron en los 70 edificando más bloques de apartamentos, algunos de ellos en terrenos de antiguas villas demolidas en pro del desarrollo turístico. Muchas veces sucedía que villas de gran tamaño a los propietarios les resultaba difícil de mantener. Fue en esta década cuando los vecinos de Castellón empezaron a adquirir una segunda vivienda por lo que turistas locales y foráneos estaban equilibrados. Hubo mucho crecimiento pero muy descontrolado ya que se edificaba sin ningún tipo de planificación, resultado de esto lo podemos encontrar en calles estrechas y sin aceras. La especulación urbanística a primeras líneas de playa y el boom inmobiliario siguió viéndose en los sucesivos años 80 y 90. Ya no había separación entre las villas y el pueblo de Benicasim ni primaban tampoco las edificaciones antiguas con jardín como las villas, el paisaje urbanístico se plagó de grandes apartamentos. A menudo, con las tormentas de invierno, el agua se llevaba trozos de calzada en algunas zonas, es por este motivo que tomaron medidas para mejorar las playas como los espigones. El resultado fue muy significativo ya que donde antes había apenas una estrecha calle y una pequeña franja de playa, pasó a tener un gran ancho donde poder incluso situar un paseo marítimo. Las primeras playas en ser regeneradas fueron los tramos de Torre de San Vicente, Almadraba y Voramar.
Desde la primera construcción hasta hoy, Benicasim ha sufrido una profunda transformación basada exclusivamente en el turismo. Actualmente Benicasim ofrece una capacidad receptora de 100 .000 turistas.

## Demografía
Benicasim cuenta con una población de 20 322 habitantes (INE 2024).
| Gráfica de evolución demográfica de Benicasim entre 1857 y 2021 |
| |
| Población de derecho según los censos de población del INE Población de hecho según los censos de población del INEEn estos censos se denominaba Benicasim: 1857, 1860, 1877, 1887, 1897, 1900, 1910, 1920, 1930, 1940, 1950, 1960, 1970 y 1981 Entre el censo de 1857 y el anterior, aparece este municipio porque se segrega del municipio Castellón de la Plana |

El desarrollo del sector turístico le ha dado un fuerte impulso demográfico durante los últimos años. También se ha incrementado la inmigración extranjera.
| Evolución demográfica de Benicasim: | Evolución demográfica de Benicasim: | Evolución demográfica de Benicasim: | Evolución demográfica de Benicasim: | Evolución demográfica de Benicasim: | Evolución demográfica de Benicasim: | Evolución demográfica de Benicasim: | Evolución demográfica de Benicasim: | Evolución demográfica de Benicasim: | Evolución demográfica de Benicasim: | Evolución demográfica de Benicasim: | Evolución demográfica de Benicasim: | Evolución demográfica de Benicasim: | Evolución demográfica de Benicasim: | Evolución demográfica de Benicasim: | Evolución demográfica de Benicasim: | Evolución demográfica de Benicasim: | Evolución demográfica de Benicasim: | Evolución demográfica de Benicasim: | Evolución demográfica de Benicasim: |
|                                     | 1857                                | 1887                                | 1900                                | 1910                                | 1920                                | 1930                                | 1940                                | 1950                                | 1960                                | 1970                                | 1981                                | 1991                                | 1996                                | 2001                                | 2006                                | 2009                                | 2019                                | 2022                                |                                     |
| ----------------------------------- | ----------------------------------- | ----------------------------------- | ----------------------------------- | ----------------------------------- | ----------------------------------- | ----------------------------------- | ----------------------------------- | ----------------------------------- | ----------------------------------- | ----------------------------------- | ----------------------------------- | ----------------------------------- | ----------------------------------- | ----------------------------------- | ----------------------------------- | ----------------------------------- | ----------------------------------- | ----------------------------------- | ----------------------------------- |
| Población                           | 715                                 | 1059                                | 1302                                | 1533                                | 1568                                | 1841                                | 1856                                | 1995                                | 2009                                | 2923                                | 4705                                | 6151                                | 9913                                | 12 456                              | 16 584                              | 18 098                              | 18 192                              | 19 507                              |                                     |

### Economía
La estructura productiva del municipio de Benicasim se basa principalmente en el sector turismo (y por consiguiente, en todas las subrespectivas áreas afines al mismo). En el año 2012 existen 17 hoteles, 4 hostales, 3 pensiones, 5 cámpines y centenares de apartamentos turísticos en alquiler, además de una amplia y muy variada oferta de restaurantes, bares, tascas y pubs. Ofrece una capacidad receptora de algo más de 100 000 turistas.

### Política
| Periodo   | Nombre                                                           | Partido                                  |
| --------- | ---------------------------------------------------------------- | ---------------------------------------- |
| 1979-1983 | Domingo Tárrega Bernal                                           | ADIB                                     |
| 1983-1987 | José María Tárrega Casañ                                         | APB                                      |
| 1987-1991 | Joaquín Castaño Adelantado                                       | AP                                       |
| 1991-1995 | Francesc Colomer Sánchez                                         | EUPV-IU                                  |
| 1995-1999 | Alejandro García Guinot                                          | PPCV                                     |
| 1999-2003 | Javier Asín Bernal                                               | PPCV                                     |
| 2003-2007 | Francesc Colomer Sánchez (2003) Manuel Llorca Sellés (2004-2007) | PSPV-PSOE ARB (moción de censura con PP) |
| 2007-2011 | Francesc Colomer Sánchez                                         | PSPV-PSOE                                |
| 2011-2015 | Susana Marqués Escoín                                            | PPCV                                     |
| 2015-2019 | Susana Marqués Escoín                                            | PPCV                                     |
| 2019-2023 | Susana Marqués Escoín                                            | PPCV                                     |
| 2023-act. | Susana Marqués Escoín                                            | PPCV                                     |

| Partido político                                  | 2023  | 2023       |
| ------------------------------------------------- | ----- | ---------- |
| Partido político                                  | %     | Concejales |
| Partido Popular de la Comunidad Valenciana (PPCV) | 42,73 | 9          |
| Compromís                                         | 17,80 | 3          |
| Partido Socialista del País Valencià (PSPV-PSOE)  | 17,55 | 3          |
| VOX (Vox)                                         | 10,44 | 2          |

## Patrimonio

### Monumentos religiosos

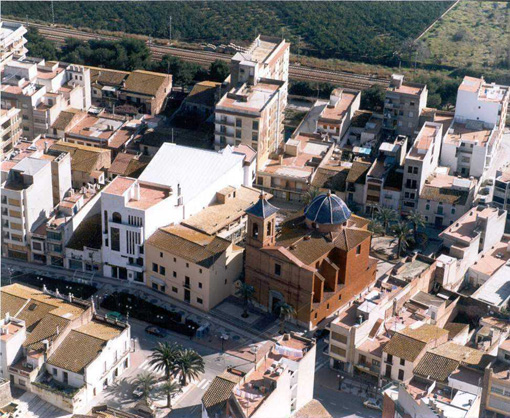
Vista aérea de la iglesia de Santo Tomás de Villanueva

- Iglesia parroquial de Santo Tomás de Villanueva. Construida a iniciativa de Francisco Pérez Bayer bajo la advocación de Santo Tomás de Villanueva. Es de estilo Neoclásico. Su interior está decorado con obras del pintor segorbino José Camarón Bonanat. Se construyó entre 1769 y 1776, y fue la base de la formación de la villa en su actual emplazamiento.
- Ermita de Santa Águeda.
- Monasterio de los Carmelitas Descalzos. Situado en el Desierto de las Palmas.
- Cruz de Bartolo. Construida en lo alto del Monte Bartolo en 1902, y posteriormente en 1984 en la cresta del Bartolo.

### Monumentos civiles

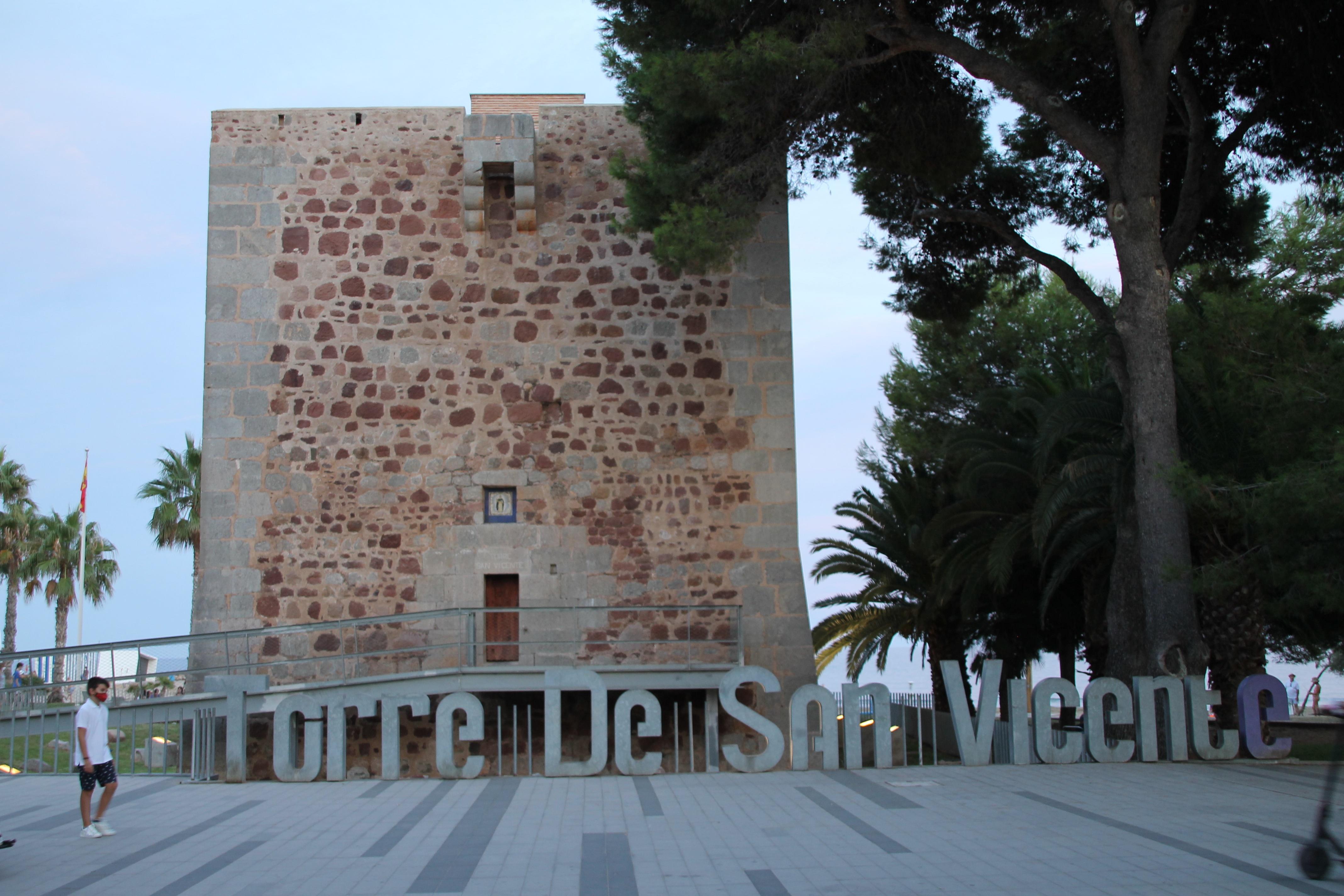
Torre de San Vicente

- Castillo de Montornés. Sistema defensivo de los musulmanes. En el siglo XIII es sitiado y tomado por Jaime I el Conquistador (1233).
- Torre de San Vicente. Constituía una de las dieciocho torres de vigía con que contaba a lo largo de la costa lo que es hoy la provincia de Castellón, y que tenían como misión la vigilancia y defensa de sus costas. De ahí que, a mediados del siglo XVI se construyera esta torre por decisión tomada en las Cortes de Monzón. Es de planta cuadrada, construido de mampostería concertada y angulares de sillar. Tiene un matacán aspillerado y en los esquinales de la parte posterior que da al mar, dos torrecillas circulares a la altura de la terraza. Se accede al interior por una sola puerta que se encuentra a un metro ochenta del nivel del suelo. Se restauró exterior e interiormente en el año 2018, proyecto museístico, visitable.
- Las Villas. Se conoce como las Villas a la zona litoral en la que, a finales del siglo XIX, comenzaron a alzarse numerosas casas de veraneo. La primera de ellas fue Villa Pila. A ella siguieron casi inmediatamente otras residencias veraniegas propiedad de familias de Valencia. Hoy, en dicha zona, además de las antiguas villas se puede disfrutar de una variada y completa infraestructura turística: hoteles, restaurantes, cámpines, discotecas, bares-cafeterías, etc.
- Villa Victoria: edificio palaciego de estilo modernista valenciano del año 1911.

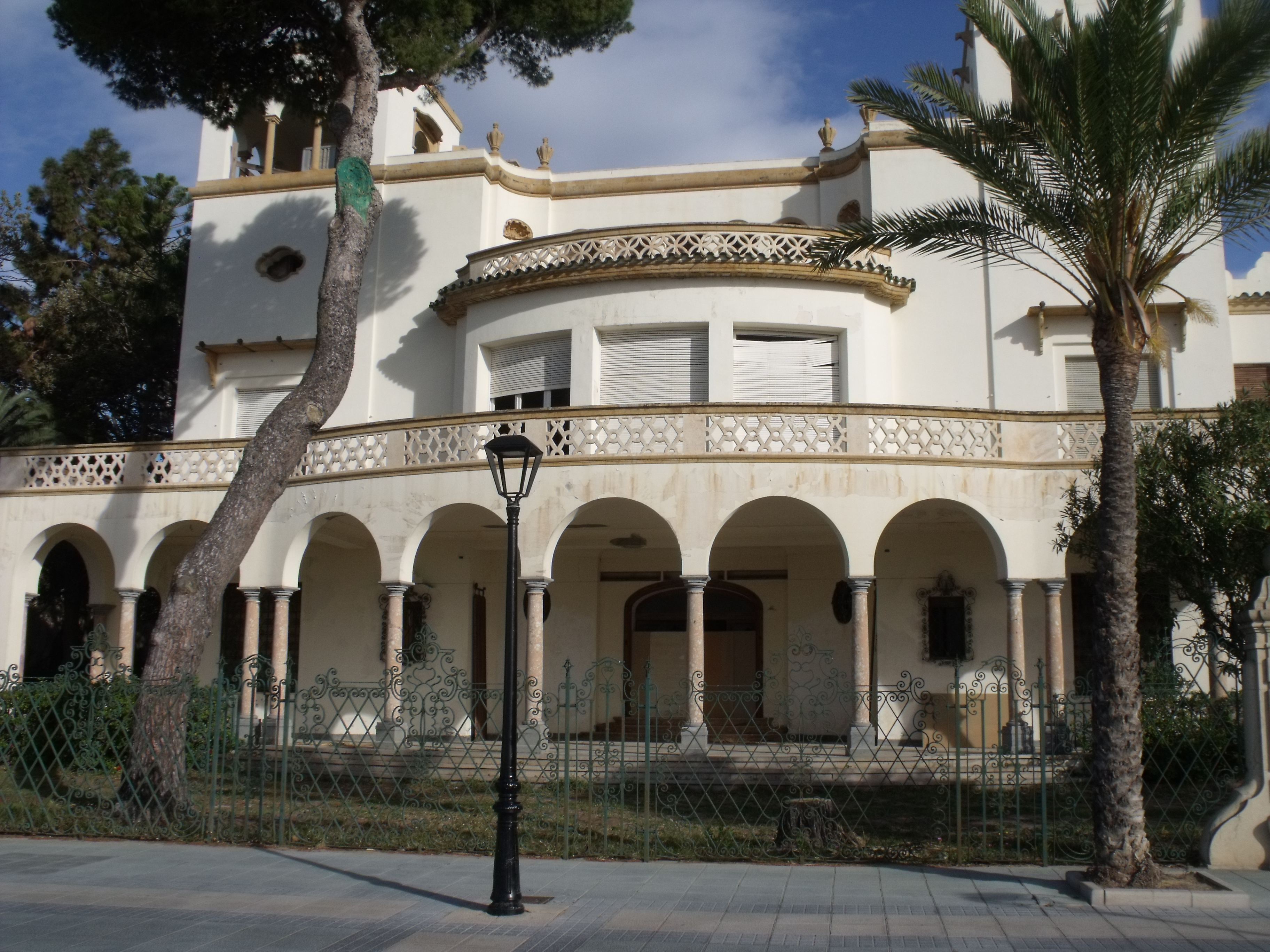
Villa Elisa, 1942.
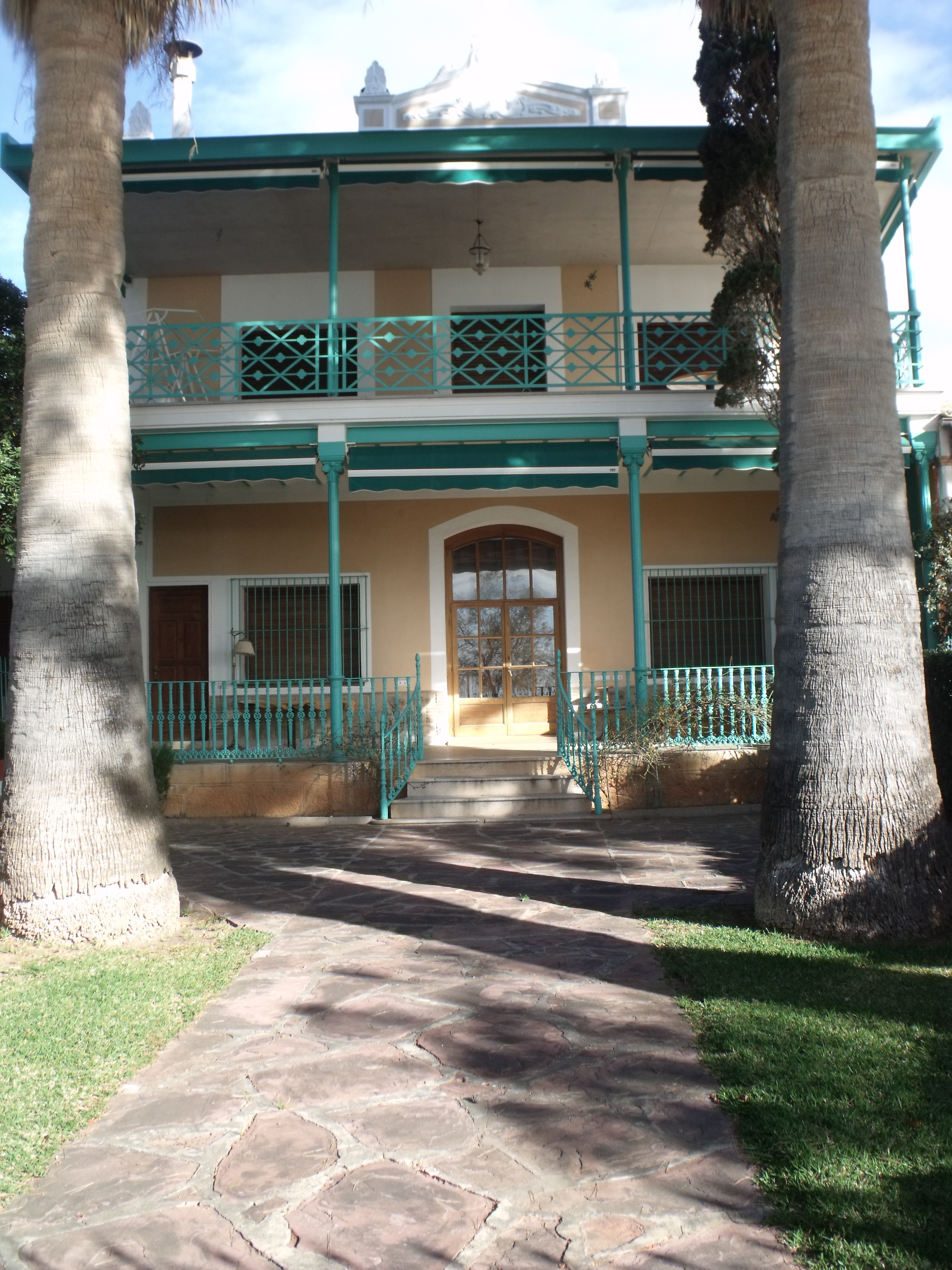
Villa Carpi.
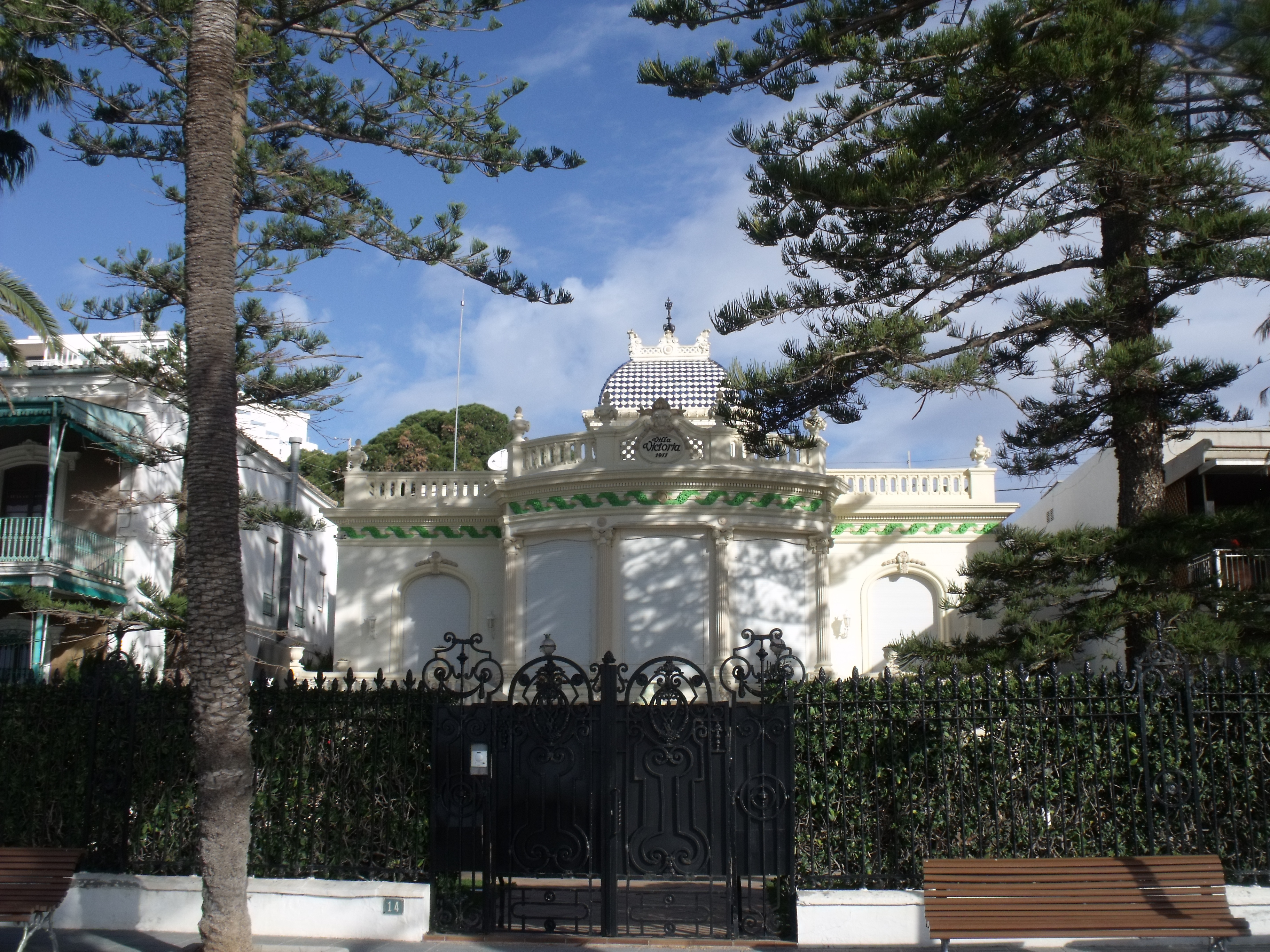
Villa Victoria, 1911.
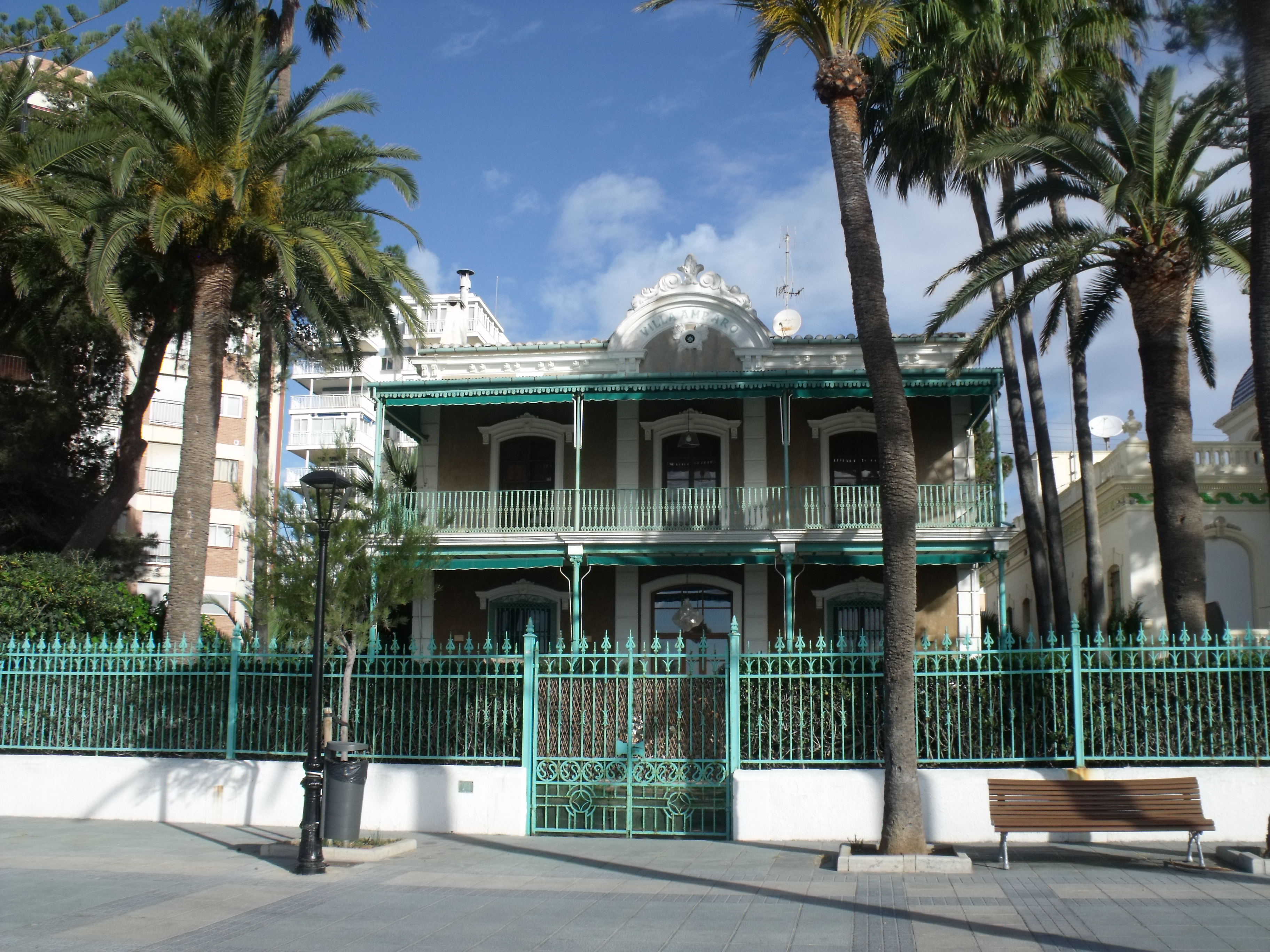
Villa Amparo, 1880-1920.
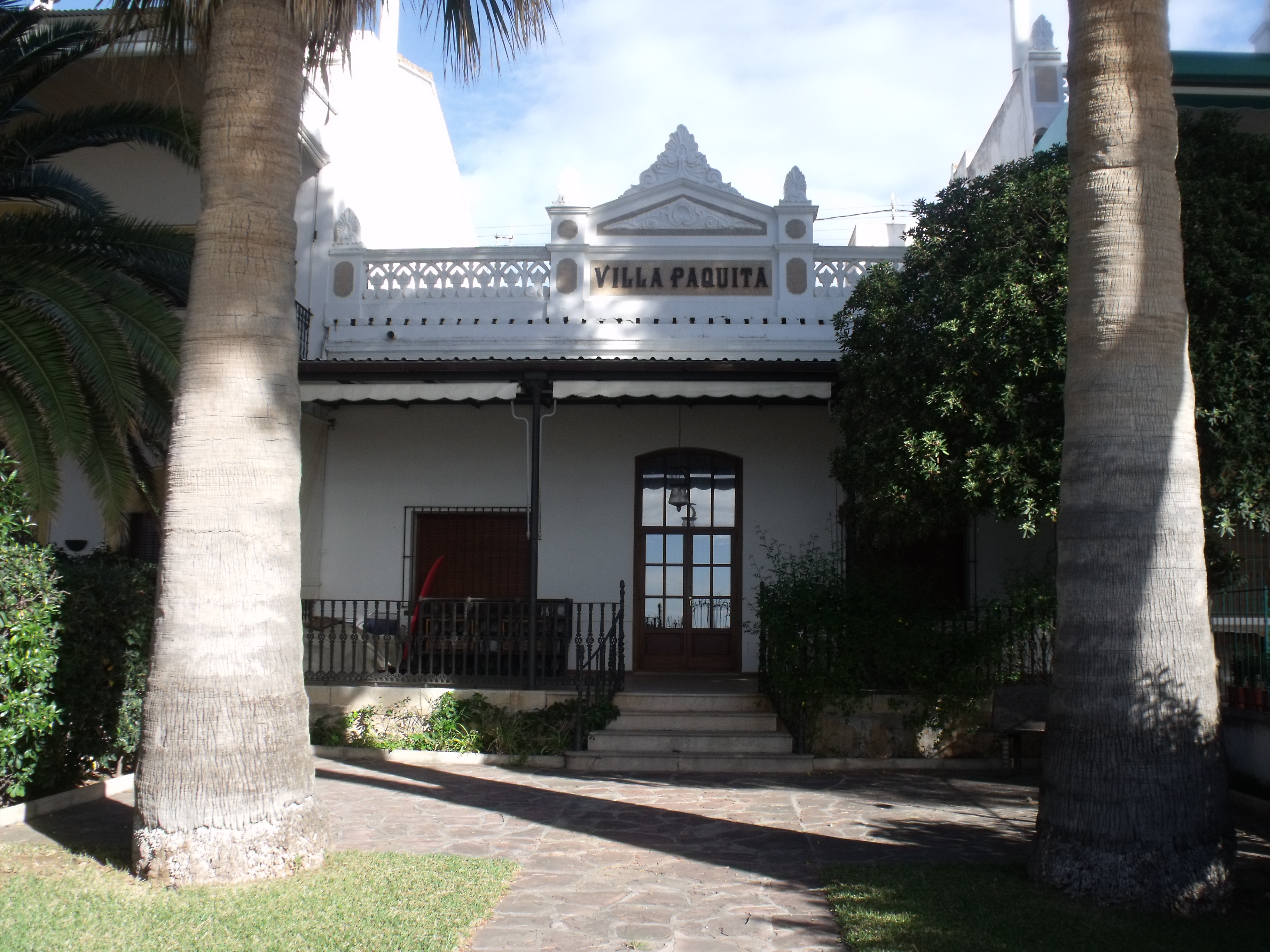
Villa Paquita, finales del XIX.

## Lugares de interés

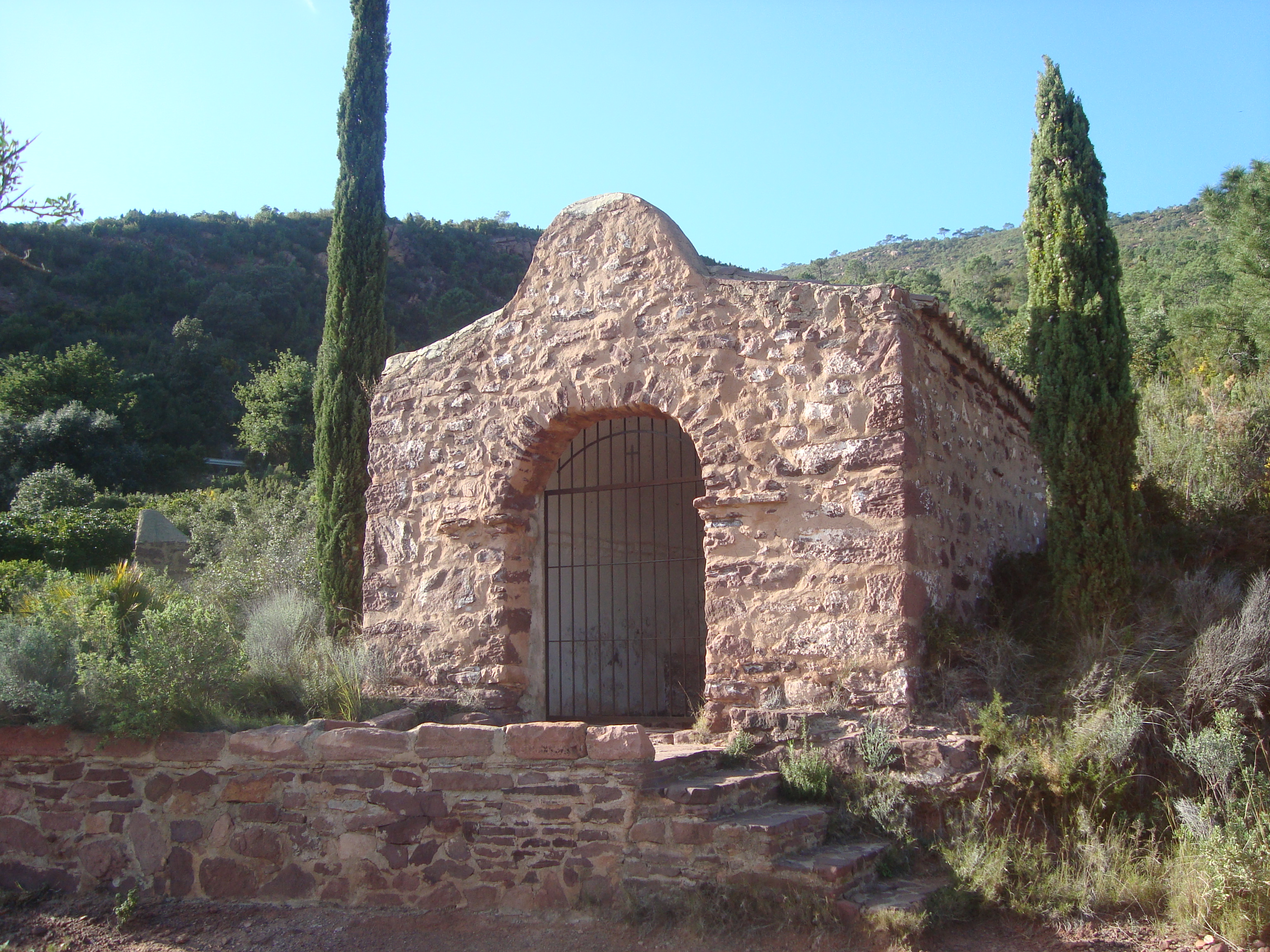
Antro del Calvario Viejo, Desierto de las Palmas

- Desierto de las Palmas. Parque natural situado en el interior, donde hay gran cantidad de especies autóctonas. Es una región montañosa litoral paralela a la costa, punto de referencia singular en el paisaje de la Plana Alta. Estas montañas aparecen como un agreste telón de fondo sobre las planicies costeras y los valles del interior. Posee unas características geológicas interesantes, siendo el tipo de roca dominante la comúnmente conocida como gres (muy abundante en la Comunidad Valenciana sobre todo en las sierras del Desierto, la sierra de Espadán y Calderona). Además del gres existen algunos yacimientos calcáreos, que dan lugar a suaves relieves en las cimas de las sierras del Desierto y de les Santes, incluida la cima del Bartolo (714 metros de altura). En este lugar tuvo su sede la orden Carmelitana que tenía como fuente de ingresos la venta del 'Licor Carmelitano'. Ahora este licor se fabrica en Benicasim.
- Monte Bartolo. Desde donde se contempla una panorámica del litoral y en los días claros se pueden divisar las Islas Columbretes.
- Museo bodega Carmelitano.
- Museo monasterio de los padres carmelitas.

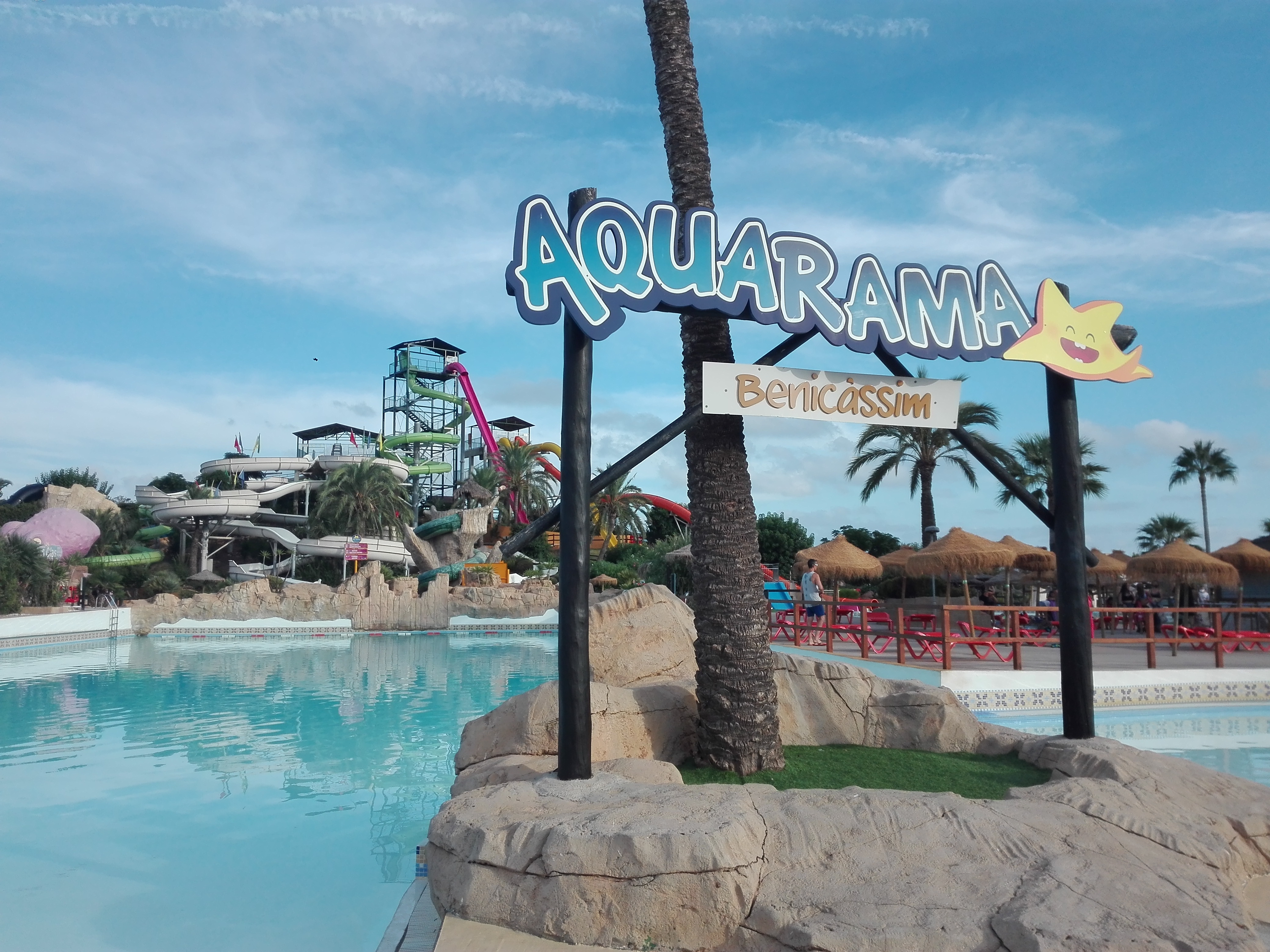
Aquarama

- Aquarama. Parque acuático abierto en 1986 que cuenta con varias atracciones, entre ellas el décimo tobogán de agua más alto del mundo de 30 metros de altura, y que además es el más inclinado de Europa.[13][14]

### Playas

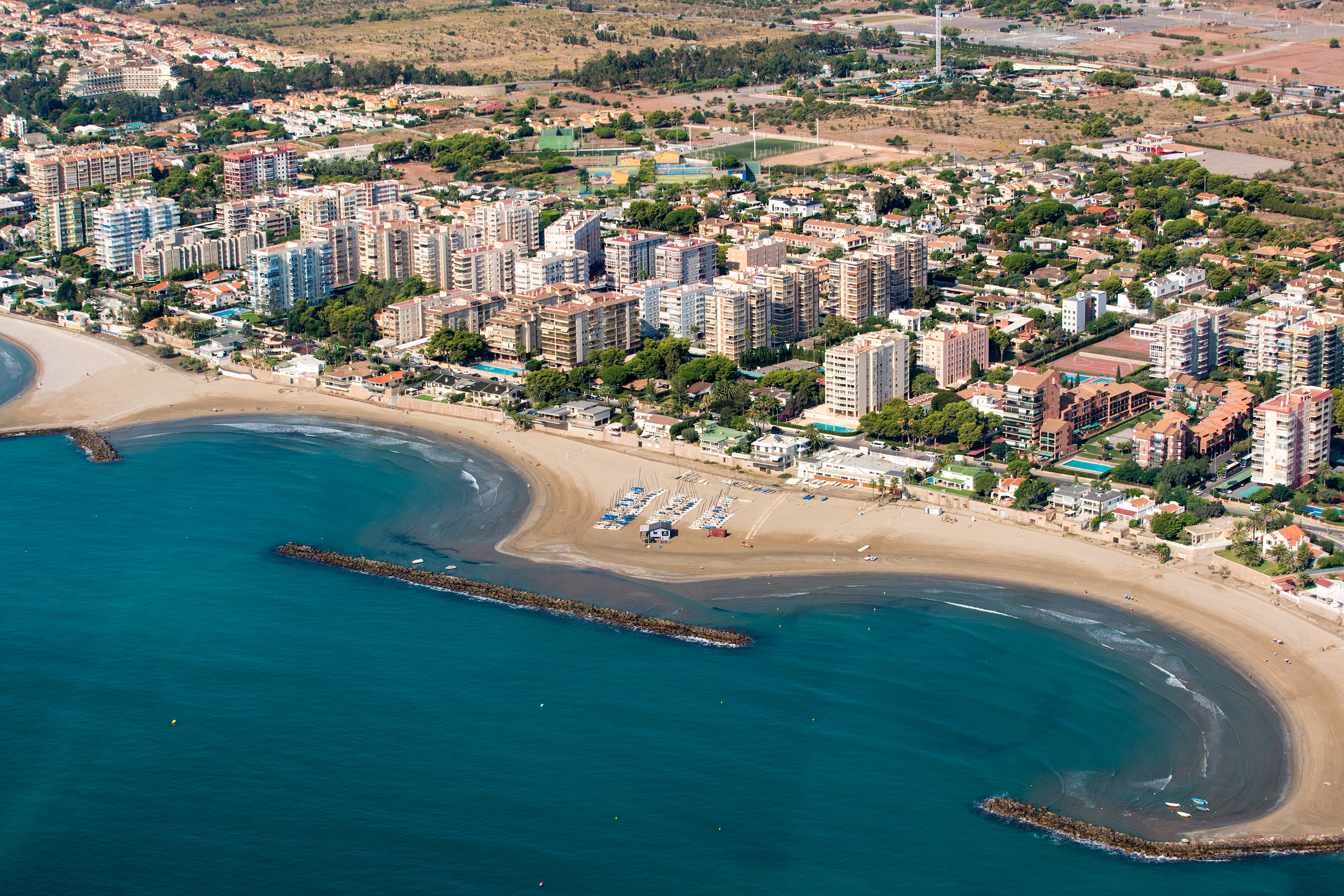
Playa dels Terrers

- Playa de Voramar. Playa de Bandera Azul ubicada en la zona residencial del paseo marítimo. Su situación permite contemplar las villas de principios del siglo XX por las que Benicasim fue conocida como la «Biarritz de Levante» las cuales sobrevivieron a la fiebre constructora de las últimas décadas del siglo XX. Allí está el palacete municipal de Villa Elisa. Posee la Q de Calidad Turístico.[15]
- Playa de la Almadrava. Esta playa conserva este nombre en referencia a que antiguamente se instalaba en ella uno de estos artilugios de pesca. Es la prolongación hacia el sur de la playa de Voramar, por lo que las características de esta son similares. Su ampliación es resultado de la construcción de espigones, que se llevó a cabo a partir de 1966. Galardonada con el distintivo de Bandera Azul y la Q de Calidad Turístico.[15]
- Playa de la Torre de San Vicente. También conocida como playa del Torreón, llamada así por la torre vigía que la domina. Es una de las más concurridas durante el periodo estival y durante todo el año. Remodelado y peatonalizado su paseo marítimo en el año 2012. Galardonada con el distintivo de Bandera Azul  la Q de Calidad Turístico.[15]
- Playa de Els Terrers. En ella se imparten cursillos para todos aquellos que quieran disfrutar de la navegación a vela en la Escuela del Mar. Numerosas villas se encuentran situadas en esta playa. El propietario de una de las primeras villas tenía acceso directo al mar y un pequeño puerto privado, denominado por los marineros como el Portet de Carpi. Regenerada por el Servicio de costas, cuenta con una pasarela de madera y servicios diversos desde el año 2010.[15]
- Playa del Eurosol. Esta playa se encuentra situada entre la de Els Terrers y la de Heliópolis. Se denomina así por la presencia del centro comercial del conjunto de tiendas, bares y comercios que reciben este nombre. Galardonada con el distintivo de Bandera Azul.
- Playa de Heliópolis. Es un ejemplo del crecimiento urbanístico que tuvo lugar en la década de los 60 del siglo XX. Recorrida por un extenso paseo marítimo y carril bici de más de 2,5 km. Galardonada con el distintivo de Bandera Azul.[15]

## Cultura

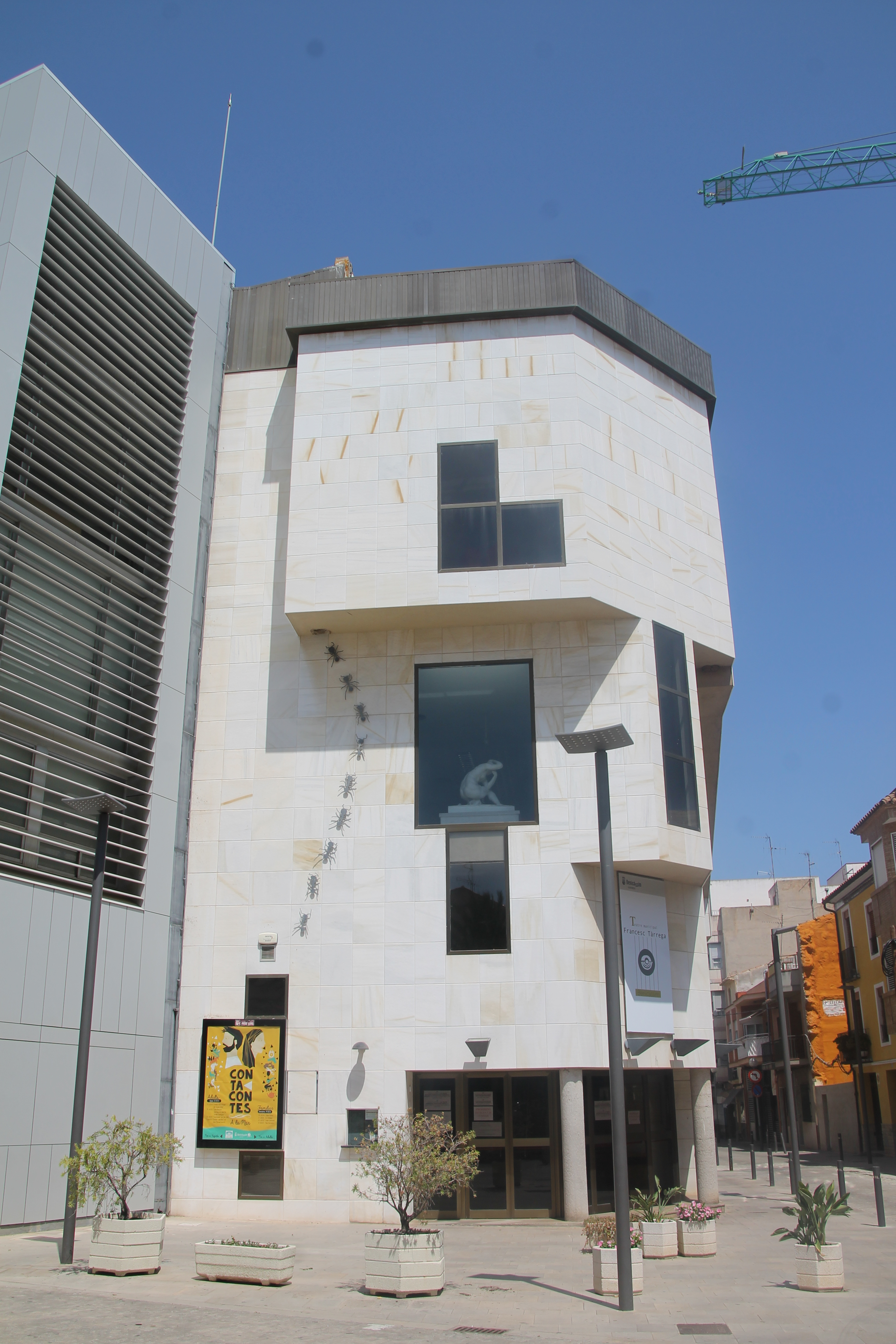
Teatro municipal Francesc Tárrega

### Fiestas y acontecimientos
- Fiestas de San Antonio Abad. Las fiestas patronales se celebran el 17 de enero, dedicadas a san Antonio Abad y santa Águeda. En ellas hay desfiles de carrozas engalanadas, bendición de animales domésticos, reparto de pan bendito, conocido como la coqueta, se encienden hogueras. Vaquillas y verbenas. Se celebra el Día de las paellas en la calle Santo Tomás y aledaños.
- Romería de Santa Águeda. En el mes de febrero una mañana la población se desplaza a la ermita a los pies de la montaña.
- San Juan. Durante los años 90 se importó la costumbre de ir a la playa a las doce de la noche para mojarse los pies y formular un deseo en la Noche de San Juan, con hogueras, música y fuegos artificiales en la playa.
- FIB (Festival Internacional de Benicasim). Es un acontecimiento multitudinario de fama internacional patrocinado por la Diputación, donde su interés central es la música independiente, aunque también acoge otro tipo de artes como danza y cine entre otros. Se celebra a mediados del mes de julio, cuando miles de jóvenes de todo el mundo se dan cita durante los 4 días que dura el evento. En el año 2024 se celebró la XXVIII edición.
- Certamen Internacional de Guitarra clásica «Francisco Tárrega». Se celebra anualmente entre agosto y septiembre. Es, después del de París, el certamen de guitarra clásica más antiguo del mundo. En el año 2011 celebró su XLV edición.
- Santo Tomás de Villanueva. Las fiestas en honor del patrón de la iglesia parroquial se celebran la semana que incluye el 22 de septiembre, con actos típicos y populares: verbenas, encierros de vaquillas, toros embolados y fuegos artificiales son los actos más populares.
- Peregrinación a la Cruz de Bartolo. En el último domingo del mes de octubre los vecinos de pueblos colindantes suben a la cruz a celebrar la fiesta con una misa y posteriormente con una comida de hermandad y festival popular.
- Rototom Sunsplash. Es el Festival de Reggae y Cultura más grande de Europa. Cuenta con la presencia de los artistas más conocidos del mundo, además de áreas de cultura, arte, nonprofit, zona de playa y camping.[cita requerida] En su edición 2010 reunió a más de 100.000 personas en 8 días de Festival.
- La Muestra de Arte de Benicàssim MABE está organizada por el Ayuntamiento de esta localidad y la Asociación Artevalencia. Se celebra en Benicàssim con carácter anual.[16]

### Gastronomía
La amplia gastronomía popular de Benicàssim se caracteriza por la diversidad de productos, todos propios de la dieta mediterránea, predominan los arroces, los productos del mar, calderetas, suquets, guisos marineros con pescados y mariscos de la Lonja del puerto pesquero de Castellón (langostinos, sardinas, sepia, pulpos, boquerones, mejillones), verduras y hortalizas de la comarca, carnes asadas al horno, a la parrilla o a la brasa (chuletas de cordero, chuletones, entrecots, mariscos),  guisos como el tombet, fideuá, paellas y otros arroces (arroz al horno, arroz a banda, paella de marisco, arroz de bogavante, arroz del senyoret, arroz caldoso o en paella con pollo, pato, conejo, caracoles).

### Hermanamientos
- Bad Salzdetfurth (Alemania)
- Évian Les Bains (Francia)